# Tres de Noviembre
Tres de Noviembre (spanisch für „3. November“) ist eine Ortschaft und eine Parroquia rural („ländliches Kirchspiel“) im Kanton La Joya de los Sachas der ecuadorianischen Provinz Orellana. Sitz der Verwaltung ist die Ortschaft Tres de Noviembre, 13 km nordnordwestlich vom Kantonshauptort La Joya de los Sachas gelegen. Die Parroquia besitzt eine Fläche von 124,56 km². Die Einwohnerzahl lag im Jahr 2010 bei 3138. Die Parroquia wurde am 3. November 1980 eingerichtet.

## Lage
Die Parroquia Tres de Noviembre liegt im Amazonastiefland. Im Nordosten wird das Verwaltungsgebiet vom Río Jivino Verde begrenzt. Nördlich von La Joya de los Sachas zweigt in Enokanqui von der Fernstraße E45A eine Nebenstraße nach Nordwesten ab, die nach Tres de Noviembre führt.
Die Parroquia Tres de Noviembre grenzt im Südosten an die Parroquia Enokanqui, im Süden an die Parroquia Lago San Pedro, im Westen an die Parroquia San Sebastián del Coca, im Norden an die Parroquia Rumipamba sowie im Nordosten an die Parroquia San Pedro de los Cofanes (Kanton Shushufindi, Provinz Sucumbíos).

## Wirtschaft
Das Gebiet ist mit landwirtschaftlichen Nutzflächen bedeckt.